# Virtuální událost
Virtuální událost  (anglicky Virtual event) je název pro událost, která je zprostředkovaná prostřednictvím internetu. Účelem je poskytnout účastníkům této události možnost komunikovat mezi sebou tak, aby byly odbourány všechny problémy, které brání k plynulé konverzaci mezi nimi. Účastníci se mohou nacházet například v jiných zemích. Základním předpokladem pro virtual event je to, aby její účastníci byli připojeni přes web. Pomocí internetu se vytvoří interaktivní prostor, který se opírá o různé technologie a všichni účastníci mohou sdílet společné témata, dokumenty,mohou spolu komunikovat, ale také vidět se navzájem.
Komunikace může být buď jednosměrná, kdy se přenáší ke všem zúčastněným obraz, zvuk, či prezentace. Příkladem pro jednosměrnou komunikaci může být například koncert, prezentace firmy. Dalším druhem virtuální události je tzv. obousměrná, kdy do této komunikace může kdykoli a kdokoli vstoupit a zapojit se. Například obchodní jednání, pracovní pohovory apod.
Další velkou výhodou virtuálních událostí kromě vytvoření virtuálního místa, je bezpochyby úspora financí. Pro uskutečnění například velké konference, je zapotřebí velkého prostoru, pro shromáždění všech účastníků. Dále je nutno důkladně tuto akci naplánování a následně se někdo musí o zúčastněné postarat. Je tedy potřeba najmout další lidi, kteří se budou starat o koordinaci celé akce. Nicméně, fyzická událost je vždy omezena velikostí místa a celkovým rozpočtem projektu.
Nejčastějším místem, či odvětvím, kde se uskutečňují virtuální akce je v obchodním průmyslu. V tomto odvětví je potřeba velice často jednat se svými partnery, kteří sídlí
v jiných zemích. Proto prostřednictvím tzv. konferenčního hovoru, nebo díky programům typu cloud-based, což jsou programy pro sdílení dokumentů, usnadní práci manažerům
a dalším zaměstnancům, kteří musí spolupracovat se zahraničními partnery.

## Virtual event a marketing
Virtuální události mohou významně přispět k posílení vztahů se zákazníky a vytvářet měřitelné výsledky pro firmu.
Zde jsou některé způsoby, jak virtuální události mohou pomoci společnostem transformovat své marketingové úsilí:
- vytvoření on-line veletrhu – vše může probíhat jako na klasickém veletrhu.Vystavovatelé mohou mít své virtuální obchodní přehlídkové „budky“, neboli místa, kde řečníci mohou komunikovat s návštěvníky pomocí chatu, blogů, sociálních médií a dalších nástrojů, které napomáhají vytvořit iluzi reálného veletrhu.

- budování vztahů s vlivnými lidmi – pokud lidé chtějí zpropagovat svou virtuální událost, mohou využít vlivných řečníků, kteří mají vystoupit na jejich události. Pokud tito vlivní řečníci upozorní na plánovanou virtuální událost na svých sociálních stránkách (Facebook, Twitter), je pravděpodobné, že to přiláká jejich fanoušky, kteří se tímto o plánované události dozvědí.

- učit se od svého publika - firma může využít kolektivní znalosti celého publika. Virtuální prostředí vytváří obrovské příležitosti ke sběru informací o cílové skupině lidí a případných zákazníků. Firma se dozví více o tom, o co má publikum zájem, získá více informací o tom, co mají tito lidé nejvíce rádi. Dále firma může informovat o produktu nebo značce a dostat ihned zpětnou vazbu a poznatky o tom, co firma potřebuje zlepšit. Na rozdíl od reálného světa, nebo veletrhu, virtuální událost poskytuje měřitelné údaje, ze kterých může firma vyvodit závěry.

- vytvořit emocionální spojení – na rozdíl od jednoduchých prezentací v PowerPointu sdílených přes telekonferenci, může virtuální událost více zapojit publikum. Může například použít hry, on-line soutěže apod.[2]

## Společnosti zabývající se Virtuální událostí

### PlatformQ
PlatformQ je předním producentem živých on-line událostí pro 500 až 50000 diváků. PlatformQ přivádí účastníky a poskytovatele produktů a služeb dohromady prostřednictvím zapojení do interaktivních prostředí. PlatformQ poskytuje obchodníkům vzdělání o zvoleném prostředí. Výsledkem je více kvalifikované vedení a to v kratším čase a při nižších nákladech.

### HVC
HVC byl navržen fanoušky „ambient social networkingu“ pro komunitní organizátory k vytvoření co nejlepšího virtuálního softwaru na trhu. Dynamická databázová struktura dělá tuto aplikaci jedinečnou a mnohostrannou pro „ambient social networking“ komunitu.
HVC používá jednoduché šablony, které umožní rychle vytvořit „ambient socialnetworking“ komunitu nebo konvenci. Je také údajně velmi intuitivní pro uživatele takto vytvořené sítě či konvence. Uvádí, že sponzoři a vystavovatelé mohou své informace přidat velmi rychle a snadno.
Dále společnost uvádí, že HVC „virtual event“ platforma je více služba než software. Je to nástroj pro spolupráci sloužící delegátům ke komunikaci.

### ON24
ON24 Virtual Show poskytuje poutavý a interaktivní virtuální veletrh a virtuální řešení událostí pro aplikace sahající od zpřístupnění prodeje, přes komunikaci se zákazníky až po požadavky generace. Aniž by museli opustit svoji kancelář, virtuální diváci se mohou učit z webových prezentací, výzkumných řešení, prostřednictvím interakce s vystavovateli, anebo z komunikace se svými kolegy.ON24 Virtual Show řešení poskytuje kombinaci poutavého prostředí, interaktivních prvků a sociálních sítí, což umožňuje, aby se školení, komunikace a marketing posunuly na další úroveň.

### 6Connex
6Connex je lídrem ve virtuálním prostředí od roku 2009, vytváří Virtuální Destinace pro kariérní veletrhy, firemní univerzity, uvádění produktů na trh, uživatelské konference a jiné aplikace. 6Connex "100 - procentSaaS je virtuální platforma, která je snadno použitelná a dá se nasadit do malé i velké firmy. Poslání 6Connex je opravdu velmi jednoduché - spojení. Má údajně skvělou SaaS platformu a úžasný servisní tým, ale hlavně budují software, který umožňuje zákazníkům vytvářet virtuální destinace, jejichž cílem je řídit skutečné obchodní styky. 

### InfoNeedle
InfoNeedle je předním poskytovatelem obchodu založeném na cloudu, marketingu míst, kde dochází ke střetu lidí a řešení virtuální události.Obchody a marketing používá InfoNeedle k urychlení prodeje transformací webových seminářů, akcí a doručování digitálního obsahu do míst, kde dochází ke střetu lidí, pro kupující.

## Historie
Mezi společnosti, které mezi prvními začaly organizovat virtual events patří Onstream Media v roce 1993. 
Větší rozmach tento trh zaznamenal od počátku 21. století s rozvojem informačních technologií. Významnými společnostmi organizujícími virtual events jsou PlatformQ, HVC, On24.
V zahraničí jsou tyto virtuální události velmi oblíbené, protože firmám šetří náklady. Do budoucna se předpokládá, že jejich četnost rapidně vzroste. 